# Ulvåker
Ulvåker est une localité de la commune de Skövde dans le comté de Västra Götaland en Suède.
Sa population était de 263 habitants en 2019.